# Clemens Cassel
Clemens Cassel (* 12. März 1850 in Salzgitter; † 23. Juni 1925 in Celle) war ein deutscher Lehrer, Heimatforscher und Chronist in Celle.

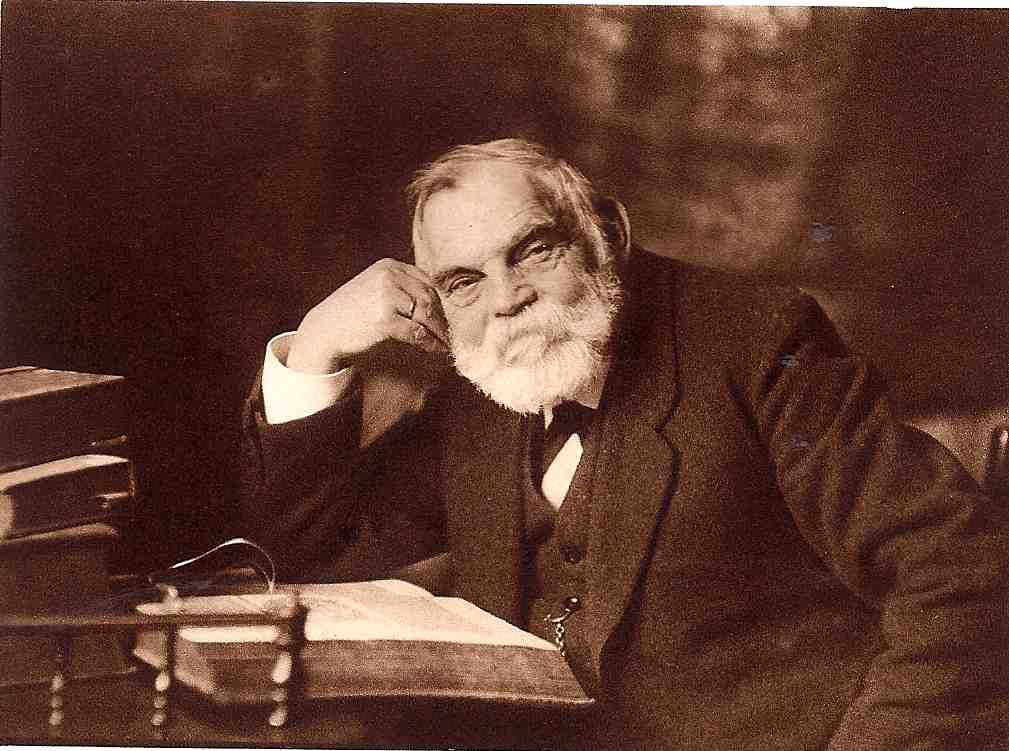
Clemens Cassel, Porträt, Ölbild, 1987 von RWLE Möller

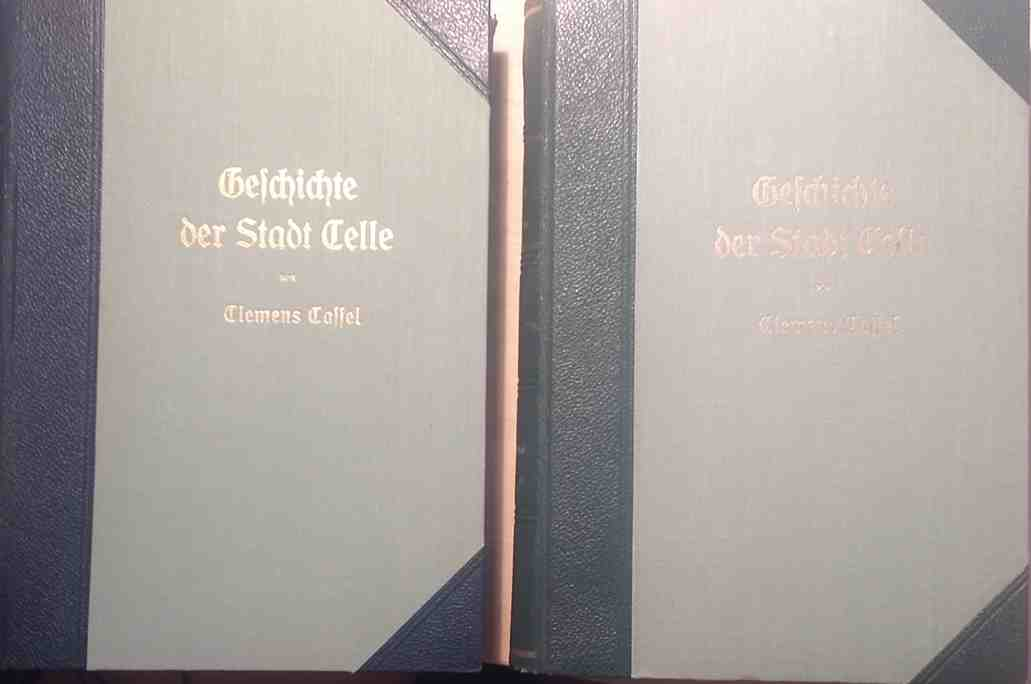
Geschichte der Stadt Celle mit besonderer Berücksichtigung des Geistes und Kulturlebens der Bewohner. (Buchdeckel)

Geschichte der Stadt Celle mit besonderer Berücksichtigung des Geistes und Kulturlebens der Bewohner (in zwei Bänden) von 1930/1934 (Frontispiz)

## Leben und Wirken
Clemens Cassel wurde in Salzgitter geboren. Sein Vater war Töpfermeister und seine Mutter stammte aus einer Hofbesitzerfamilie aus Schladen. Seine Eltern verstarben früh und Cassel wuchs bei einer kinderlosen Tante auf. Cassel besuchte das Lehrerseminar in Alfeld (Leine) und kam als Hauslehrer nach Eckernförde an der Ostsee. 1878 legte er sein Mittelschullehrerexamen an seiner Schulstelle in Kronenberg bei Elberfeld ab. Bereits zwei Jahre zuvor hatte er gemeinsam mit zwei Kollegen die Chronik der Bürgermeisterei Kronenberg verfasst.
1880 übernahm Cassel eine Lehrerstelle an der Mittelschule in Celle, wo er Geschichte, Geographie und Zeichnen lehrte. Diese Stelle – zeitweise in Verbindung mit dem Amt des Waisenhausvaters – hatte Cassel inne, bis er 1910 aufgrund seiner fortschreitenden Schwerhörigkeit vorzeitig pensioniert wurde. Im Ruhestand widmete sich Cassel fortan der Heimatgeschichte und Chronik der Stadt Celle. Seit 1894 besaß er ein Haus in der Braunhirschstraße 1. Aus zwei Ehen hatte er insgesamt vier Kinder.
Auf dem Dachboden des Celler Alten Rathauses widmete sich Cassel den angesammelten, noch unsortierten Archivalien der Stadt Celle und verfasste, nach der ausdrücklichen Erlaubnis von Oberbürgermeister Wilhelm Denicke, seine Chronik, die als sein über 1000 Seiten umfassendes Hauptwerk bis heute als „einzige umfassende Stadtgeschichte Celles“ gilt. Bei seiner Arbeit verband Cassel wissenschaftliche Methodik mit seiner Gabe anschaulich zu erzählen. Viele wissenschaftliche Kollegen zollten seinen Werken Respekt, da es Cassel verstand, seine akademischen Defizite durch sein natürliches Talent und Verständnis für vergangene Epochen auszugleichen. Seiner Motivation und Hingabe ist es zu verdanken, dass die Celler Geschichte nach dem Ersten Weltkrieg um eine umfangreiche Chronik bereichert wurde. Kritiker warfen Cassel eine „Tendenz zur Harmonisierung“ vor, die einer realistischen Abbildung der häufig konfliktreichen historischen Prozesse zuwider laufe.
Als er seine Stadtchronik im Jahr 1924 in der Entwurfsfassung vorlegte, wollte die Stadtverwaltung sie zunächst in mehreren Einzelabschnitten veröffentlichen. Dem widersprach Cassel, der stets für ein zusammenhängendes Geschichtsbild plädiert hatte. Im Alter von 75 Jahren, nur ein Vierteljahr nach seinem Geburtstag verstarb Cassel nach kurzer Krankheit. Seine Stadtchronik erschien posthum in zwei Bänden 1930 und 1934, mit einem erläuternden Vorwort versehen von Albert Neukirch.
Im Celler Stadtteil Hehlentor ist die Clemens-Cassel-Straße nach ihm benannt.

## Schriften (Auswahl)
- Chronik der Bürgermeisterei Kronenberg. Selbstverlag, Kronenberg 1876.
- Celle und seine Umgebung im Munde der Vorzeit. Selbstverlag, Celle 1892.
- Erzählung der Bürgerschaftsbewegung von 1600. Selbstverlag, Celle 1895.
- Die Stadt Celle zur Zeit Herzogs Ernst des Bekenners. Selbstverlag, Celle 1906.
- Die Einsetzung der Viermänner in Celle. Selbstverlag, Celle 1907.
- Die Stadt Celle historisch-topografisch. Selbstverlag, Celle 1908.
- Die Schifffahrtsrechte der Bürger von Celle. Selbstverlag, Celle 1911.
- Festschrift zur Gedenkfeier des sechshundertjährigen Bestehens der Stadtkirche von Celle. Cellesche Zeitung, Celle 28. – 30. August 1913.
- Geschichte der Stadt Celle mit besonderer Berücksichtigung des Geistes- und Kulturlebens der Bewohner. Zwei Bände, W. Ströher, Celle 1930 und Georg Ströher, Celle 1934.